# 19. februar
19. februar er dag 50 i året, i den gregorianske kalender. Der er 315 dage tilbage af året (316 i skudår). Findes ikke i år 1700 i Danmark pga. skift til ny kalender.
Ammons dag. Ammon måtte lide døden, da han i retten havde styrket og opmuntret de anklagede kristne omkring år 250. Det er første dag i Fiskenes tegn. Latin: Pisces.

### Begivenheder
Født - Dødsfald
- 197 - Ved Slaget ved Lugdunum sejrer den romerske kejser Septimius Severus over rivaliserende romerske styrker og bliver derved den eneste kejser af Romerriget.
- 1878 - Thomas Alva Edison får patent på fonografen - senere udviklet til grammofonen.
- 1945 - Slaget om Iwo Jima: Omkring 30.000 amerikanske marinesoldater går i land på Iwo Jima.
- 1948 - Dobbeltmordet på Peter Bangs Vej.
- 1959 - På en seksdøgns periode fra 13. februar til denne dato falder der i en snestorm over Mount Shasta Ski Bowl i Californien, USA, 4.800 mm sne. Det gør det til den kraftigste snestorm nogensinde.
- 1972 - Balletten Dødens Triumf får premiere på Det kongelige Teater. Savage Rose har lavet musikken, og blandt de medvirkende er Flemming og Vivi Flindt. Balletten vækker stor opsigt, blandt andet på grund af dens opsigtsvækkende nøgendans.
- 1978 - En gruppe egyptiske soldater stormer et kapret cypriotisk fly i Larnaca-lufthavnen på Cypern, hvor to palæstinensiske terrorister holder besætningen og 11 andre som gidsler. Redningsaktionen mislykkes, da Cyperns myndigheder ikke var informeret og derfor skyder mod de angribende egyptere. 15 egyptiske soldater dræbes og resten tages til fange, men dagen efter udleveres de til Egypten. Hverken flykaprere eller gidsler kommer noget til.
- 1986 - Sovjetunionen opsender rumstationen Mir, der sendes i kredsløb om Jorden og i de kommende år bliver bopæl for en række kosmonauter og astronauter. Mir fungerer indtil foråret 2001, hvor den styrter i Stillehavet under en kontrolleret nedstyrtning.
- 1990 - De østtyske myndigheder begynder for alvor at rive Berlinmuren ned. Siden de første sten var blevet revet ud af muren den 9. november 1989, havde der fundet omfattende souvenirhandel sted.
- 1990   - Et lille privat propelfly styrter ned i et hus på Amager, og piloten bliver dræbt. Ingen af husets tre beboere er heldigvis hjemme.
- 1992 - Chile giver asyl til DDR's tidligere leder, Erich Honecker.
- 1999 - Højesteret kender den såkaldte Tvind-lov grundlovsstridig.
- 2001 - I England opdager man et tilfælde af mund- og klovsyge i en dyrebesætning på en gård. I de følgende uger bliver der opdaget langt over 100 tilfælde af denne frygtede og meget smitsomme sygdom, og det engelske landbrug bliver ramt hårdt, da al eksport af kødvarer øjeblikkeligt bliver stoppet.
- 2002 - Indenrigsminister Lars Løkke Rasmussen beslutter at Farum Kommune skal under administration af Indenrigsministeriet.
- 2003 - Et fly med op mod 270 passagerer styrter ned i det sydlige Iran. Alle om bord dør.
- 2006 - Omkring 1,3 millioner mennesker overværer en koncert med Rolling Stones på Copacabana i Rio de Janeiro.
- 2007 - I staten New Jersey træder en kontroversiel lov, der ligestiller homoseksuelle og heteroseksuelle par, i kraft.
- 2008 - Fidel Castro bekendtgør at han fratræder som præsident for Cuba.

### Født
- 1473 - Nicolaus Kopernikus, polsk astronom og embedsmand (død 1543).
- 1743 - Luigi Boccherini, italiensk komponist (død 1805).
- 1856 - Rudolf Stammler, tysk retslærd (død 1938).
- 1865 - Sven Hedin, svensk opdagelsesrejsende (død 1952).
- 1865   - Agnes Adler, dansk pianist (død 1935).
- 1880 - Álvaro Obregón, mexicansk præsident (død 1928).
- 1907 - Paul Neergaard, dansk agronom og frøpatolog (død 1987).
- 1910 - Dorothy Janis, amerikansk skuespillerinde (død 2010).
- 1924 - Lee Marvin, amerikansk skuespiller (død 1987).
- 1924   - David Bronstein, russisk skakstormester (død 2006).
- 1930 - John Frankenheimer, amerikansk filminstruktør (død 2002).
- 1940 - Smokey Robinson, amerikansk sanger.
- 1940   - Saparmurat Nijasov, turkmenisk diktator (død 2006).
- 1940   - Asger Aamund, dansk forretningsmand.
- 1942 - Phil Coulter, irsk sanger, sangskriver, komponist og producer.
- 1946 - Karen Silkwood, amerikansk atomenergiaktivist (død 1974).
- 1948 - Pim Fortuyn, hollandsk politiker (død 2002).
- 1952 - Amy Tan, amerikansk forfatter.
- 1954 - Socrates, brasiliansk fodboldspiller og læge (død 2011).
- 1955 - Jeff Daniels, amerikansk skuespiller.
- 1956 - Roderick MacKinnon, amerikansk biofysiker.
- 1963 - Seal, engelsk sanger.
- 1966 - Enzo Scifo, belgisk fodboldspiller.
- 1967 - Benicio Del Toro, filmskuespiller.
- 1987 - Torben Keller, dansk professionel bokser.

### Dødsfald
- 1897 - Karl Weierstrass, tysk matematiker (født 1815).
- 1905 - Viggo Kalhauge, dansk komponist (født 1840).
- 1927 - Georg Brandes, dansk kritiker og litteraturforsker (født 1842).
- 1951 - André Gide, fransk forfatter og modtager af Nobelprisen i litteratur (født 1869).
- 1952 - Knut Hamsun, norsk forfatter og modtager af Nobelprisen i litteratur (født 1859).
- 1960 - H.C. Hansen, dansk statsminister (født 1906).
- 1962 - Jesse Mortensen, amerikansk atlet, basketballspiller og amerikansk fodboldspiller (født 1907).
- 1976 - Christen Ostenfeld, dansk ingeniør og entrepenør (født 1900).
- 1980 - Ronald Belford Scott, skotsk sanger i AC/DC (født 1946).
- 1987 - Kirsten Walther, dansk skuespiller (født 1933).
- 1996 - Georg S. Geil, dansk teolog og biskop (født 1930).
- 1997 - Deng Xiaoping, kinesisk kommunistleder (født 1904).
- 2008 - Emily Perry, engelsk skuespillerinde (født 1907)
- 2019 - Don Newcombe, Amerikansk baseballspiller (født 1926)

|  | Denne datoartikel kan blive bedre, hvis der indsættes et (bedre) billede Du kan hjælpe ved at afsøge Wikimedia Commons for et passende billede eller uploade et godt billede til Wikimedia Commons iht. de tilladte licenser og indsætte det i artiklen. |